# Jeppe Aakjær
Jeppe Aakjær (izgovorjava: óker), pravo ime Jeppe Jensen, danski pesnik, pisatelj in pedagog, * 10. september 1866, Skive, Jutlandija, † 22. april 1930, Skive.
Aakjaer je bil rojen v kmečki družini, deloval pa je kot ljudski vzgojitelj. V svojih književnih delih je pripovedoval o Jutlandiji, loteval se je socialne problematike in opisoval revnejši sloj prebivalstva. Privzel je slog ljudskega pesništva. Eno njegovih najpomembnejših del je roman Otroci gneva (Vredens Born, 1904).